# Канадско-уругвайские отношения
Канадско-уругвайские отношения — двусторонние дипломатические отношения между Канадой и Уругваем. Обе страны установили дипломатические отношения в январе 1953 года. У Канады есть посольство в Монтевидео, а Уругвай имеет посольство в Оттаве, 2 Генеральных консульства в Монреале и Торонто, и почетное консульство в Ванкувере.

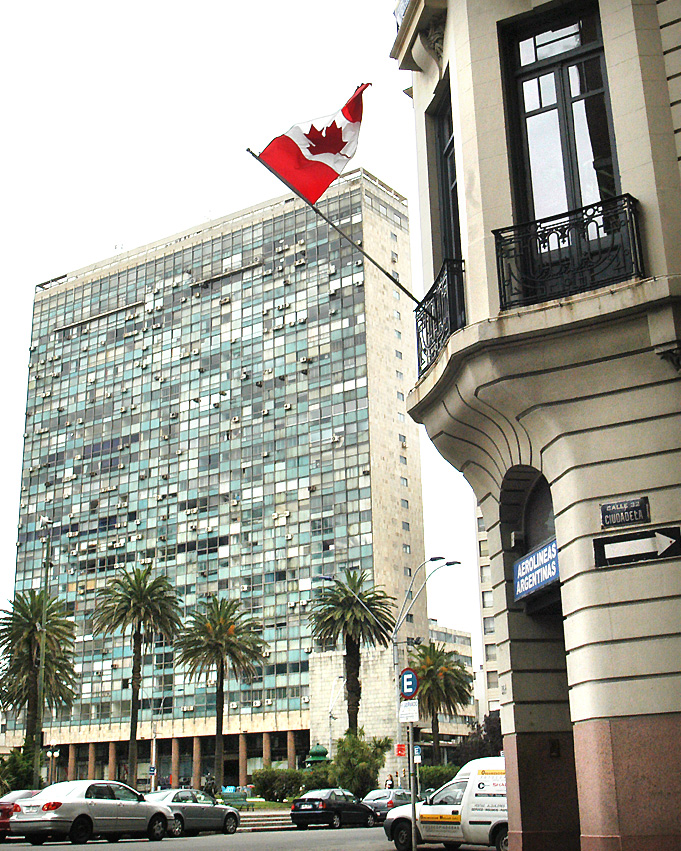
Посольство Канады, в Монтевидео.

Канада и Уругвай имеют соглашение о защите иностранных инвестиций (ФИПА), которое вступило в силу в 1999 году; двустороннее соглашение о социальном обеспечении, которое вступило в силу в январе 2002 года; и двусторонние соглашение о поощрении производства совместных кинопроектов, которое вступило в силу в октябре 2005 года.
Обе страны являются полноправными членами Кернской группы и Организации американских государств.